# Myrmeleon (Myrmeleon) philippinus
Myrmeleon (Myrmeleon) philippinus is een insect uit de familie van de mierenleeuwen (Myrmeleontidae), die tot de orde netvleugeligen (Neuroptera) behoort. 
Myrmeleon (Myrmeleon) philippinus is voor het eerst wetenschappelijk beschreven door Navás in 1925.